# Caerostris darwini

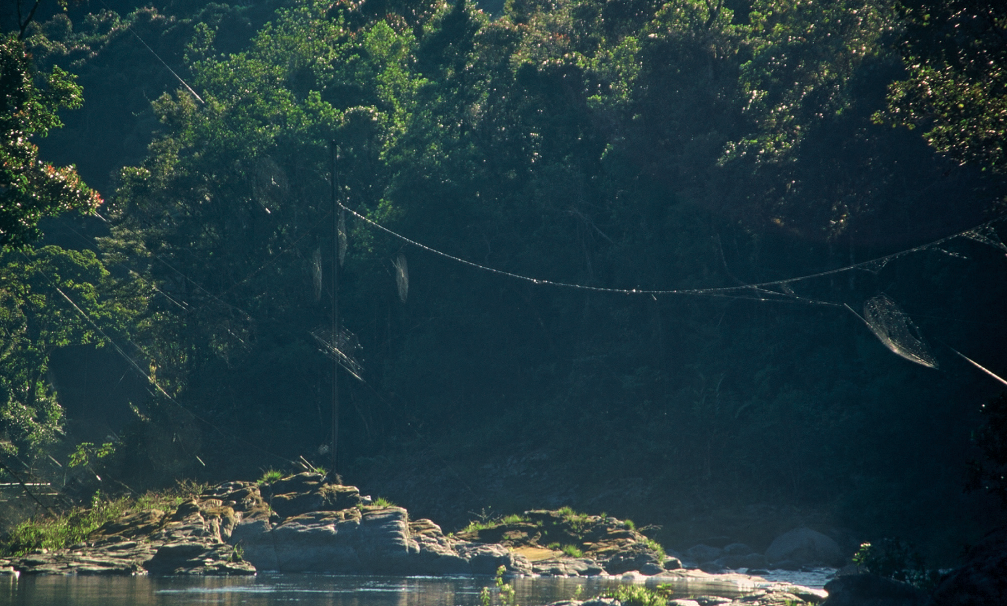
Mehrere Netze von C. darwini überspannen einen Fluss

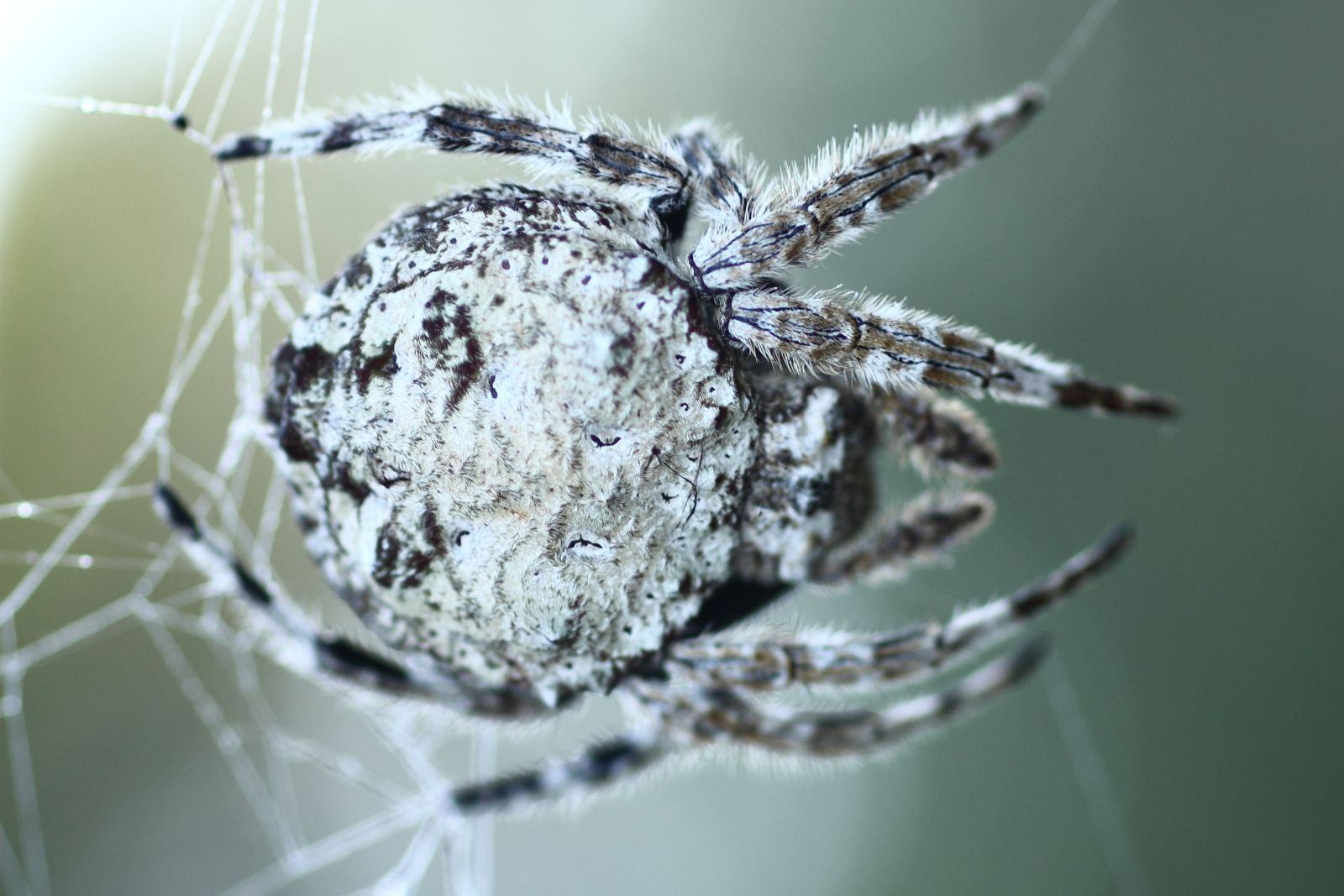
Das Exoskelett von C. darwini ähnelt von der Textur und Färbung her Baumrinde

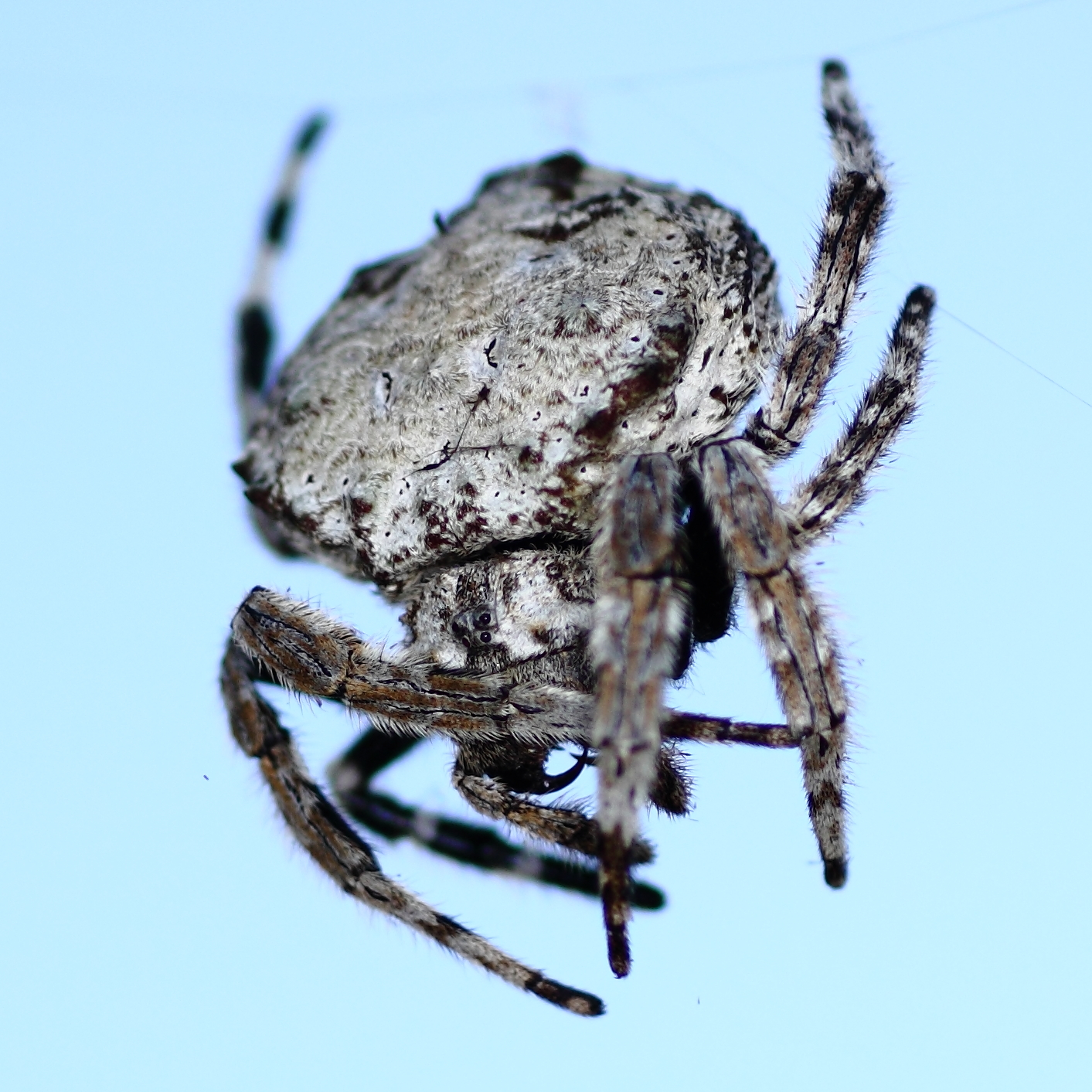
C. darwini von vorn

Caerostris darwini, im Englischen als Darwin’s bark spider („Darwins Rindenspinne“) bezeichnet, ist eine Webspinne aus der Familie der Echten Radnetzspinnen (Araneidae). Sie produziert eines der größten bekannten Radnetze, dessen Ankerfäden Längen bis zu 25 Metern erreichen können. Die Spinne wurde in Madagaskar im Nationalpark Andasibe-Mantadia entdeckt und erhielt zu Ehren des Naturforschers Charles Darwin das Artepitheton darwini; die Artbeschreibung erschien exakt 150 Jahre nach der Veröffentlichung von Darwins Werk The Origin of Species am 24. November 2009.

## Merkmale
Die Arten der Gattung werden wegen ihrer Färbung, Musterung und Morphologie als Rindenspinnen bezeichnet. Sie ahmen Rindenstücke, Zweige, Dornen und ähnliches Pflanzenmaterial nach (Mimese). Wie andere Arten der Gattung Caerostris zeigt Caerostris darwini einen extremen Sexualdimorphismus: Weibchen erreichen eine Körperlänge von 17,9 bis 22 mm, Männchen bleiben mit 5,7 bis 6,1 mm deutlich kleiner.
Die Gattung wurde taxonomisch bisher nur sehr dürftig behandelt. Von vielen Arten sind nur Weibchen bekannt, da die Männchen sehr versteckt leben. Im Zuge der Expeditionen zur Erforschung von C. darwini wurden anscheinend noch einige weitere Arten entdeckt. Daher wurden in der Erstbeschreibung zur Definition der Art sowohl taxonomische Methoden als auch genetische Methoden zur Absicherung verwendet. Die Männchen sind wegen ihrer versteckten Lebensweise schwer zu finden, jedoch für die Absicherung des Artstatus und für die Phylogenie unverzichtbar.
Die Gattung unterscheidet sich von allen anderen Gattungen der Familie dadurch, dass sowohl Prosoma als auch Opisthosoma breiter als lang sind. Beim weiblichen Paratypus von C. darwini sind es für das Prosoma 6,2 mm Länge und 8,6 mm Breite, für das Opisthosoma 12,8 mm Länge und 14,8 mm Breite, beim männlichen Paratypus sind es für das Prosoma 3,0 mm Länge bei 3,1 mm Breite und für das Opisthosoma 3,3 mm Länge und 4,3 mm Breite. Der Kopfbereich des Prosoma ist deutlich höher als die Thoraxregion. Der Carapax hat bei C. darwini je zwei seitliche, spitze Verbreiterungen (andere Arten haben nur ein Paar Spitzen), die Augen sind gattungstypisch auf zwei „Augenhügel“ aufgeteilt und es gibt als weiteren „Auswuchs“, ebenfalls gattungstypisch, ein Rostrum. Der Hinterleib ist abgeflacht und hat ebenfalls spitze Auswüchse, die bei C. darwini im Gegensatz zu einigen anderen Arten der Gattung nur schwach ausgebildet sind. Die Tibae sind, außer am dritten Beinpaar, ebenfalls abgeflacht. Die Beinbehaarung ist stark ausgeprägt, die Femora des vierten Beinpaares besitzen spatelförmig abgeflachte Haare.
Die Epigyne ist stark sklerotisiert und besitzt ein Paar hakenförmiger Strukturen, deren Lage eine genitalmorphologische Unterscheidung von den anderen Arten der Gattung erlaubt. Die Kopulationskammern sind deutlich abgetrennt und unterscheiden dadurch ebenfalls C. darwini von allen anderen Arten der Gattung. Die Bulbi sind groß, das Subtegulum riesig, ein Paracymbium fehlt und der Embolus ist von einem Sklerit völlig umschlossen. Der Konduktor (eine Struktur an der Spitze des Bulbus) ist stärker ausgeprägt als bei den anderen Arten der Gattung, hat eine gerade Spitze, die Pars Pendula sind kürzer als bei anderen Arten, der Embolus länger und spatelförmig.
Die Grundfärbung der Weibchen ist schwarz mit weißer Behaarung, die der Männchen rot und hellbraun mit weißen Haaren auf Prosoma, Opisthosoma und den distalen Teilen der Beine, Palpen und Cheliceren.

## Lebensweise
Die Spinnenart wurde zusammen mit zwei bisher unbestimmten Fliegen aufgefunden, die offensichtlich in einem kleptoparasitischen Verhältnis mit ihr stehen. Diese Fliegen fressen oft von den Fängen der Spinnen und auch von der Beute, bevor die Spinnen diese einwickeln. Einige Male wurden die Spinnen dabei beobachtet, wie sie die Fliegen verjagten, wenn diese auf der Beute der Spinne landeten.

## Netzbau
Die Spinnseide dieser Art ist nach heutigem Wissensstand das zäheste je untersuchte Biomaterial. Es ist mehr als zehnmal stärker als ein vergleichbarer Strang aus Kevlar. Die durchschnittliche Zähigkeit der Fasern beträgt 350 MJ/m3, einige erreichen bis zu 520 MJ/m3. Damit ist die Spinnseide von Caerostris darwini doppelt so stark wie jede andere bekannte Spinnseide.
Die Netze dieser Spinne sind nicht nur wegen ihrer großen Spannweiten (bis zu 25 m) bemerkenswert, es sind auch die größten bekannten Radnetze überhaupt; sie erreichen Größen bis zu 2,8 m2. Nephila komaci, die 2009 entdeckt wurde, und einige andere Arten der Gattung Nephila bauen Netze, die etwa einen Quadratmeter groß werden.
Nach Ingi Agnarsson, dem Direktor des Zoologischen Museums der Universität von Puerto Rico, besetzen die Netze dieser Spinnen eine einzigartige ökologische Nische:
„Sie bauen ihre Netze so, dass das Rad direkt über dem Wasser eines Flusses oder Sees hängt, ein Lebensraum, den keine andere Spinne nutzen kann.“ Diese Position des Netzes erlaubt es den Spinnen, über dem Wasser fliegende Beute zu fangen; in einigen Netzen wurden bis zu 32 Eintagsfliegen gleichzeitig gefunden. Die starken Fäden und das große Netz haben sich vermutlich mit dem Einzug der Art in den ungewöhnlichen Lebensraum entwickelt. Wissenschaftler haben untersucht, wie die Spinnen so große Netze über Gewässern aufspannen können, dabei müssen sie nämlich Ankerfäden vom einen zum anderen Ufer spannen. Die Tiere agieren wie Bungee-Jumper. Sie befestigen den Startfaden an Ästen oder Blättern und lassen sich in die Tiefe fallen. Hängend sondern die Spinnen dann die bis zu 25 Meter langen Fäden ab, die durch Wind verweht werden und oft auf der anderen Seite des Flusses festkleben. Die erfolgreich den Fluss überquerenden Fäden werden verspannt und anschließend das Netz aufgebaut.